# 17 (Ricky Martin)
17 è una raccolta del cantante pop latino portoricano Ricky Martin, pubblicata dalle etichette discografiche Sony BMG e Columbia Records il 18 novembre 2008.
Include 17 canzoni provenienti dai suoi 17 anni di carriera.
Dall'album non è stato estratto alcun singolo, perché l'album non contiene nessun inedito. Contiene per lo più canzoni in lingua spagnola.

## Tracce
CD
1. Fuego contra fuego – 4:26
2. El amor de mi vida – 3:57
3. Que dia es hoy (remix) – 4:50
4. Te extraño, te olvido, te amo – 4:39
5. María (Pablo Flores Spanglish Radio Edit) – 4:30
6. Vuelve – 5:08
7. La copa de la vida (Spanglish Radio Edit) – 4:37
8. La bomba (Remix - Single Edit) – 4:27
9. Livin' la vida loca (Spanish Version) – 4:03
10. Bella – 4:54
11. Nobody Wants to Be Lonely (feat. Christina Aguilera) – 4:12
12. Tal vez – 4:39
13. Asignatura pendiente – 3:58
14. Y todo queda en nada – 4:38
15. I Don't Care (Ralphi & Craig's Club Radio Edit) – 3:36
16. Déjate llevar – 3:34
17. Tu recuerdo – 4:07

iTunes bonus track
1. I'm on My Way – 4:36

DVD
1. Te extraño, te olvido, te amo – 4:00
2. María (Spanglish Version) – 4:36
3. Fuego de noche, nieve de día – 5:40
4. Vuelve – 4:45
5. La copa de la vida (Spanglish version) – 4:27
6. La bomba (remix) – 3:46
7. Livin' la vida loca (Spanish version) – 3:41
8. Bella – 4:13
9. She Bangs (Spanish Version) – 4:05
10. Loaded – 4:17
11. Sólo quiero amarte – 4:07
12. Tal Vez – 4:38
13. Jaleo – 3:41
14. Y todo queda en nada – 4:36
15. Juramento (Spanglish Version) – 3:32
16. Qué más da – 3:54
17. Déjate llevar – 3:22
18. Que dia es hoy (remix - bonus video) – 4:59

DVD bonus material
1. Life featurette/Life album (2005) – 11:00
2. Behind the scenes/Almas del Silencio album (2003) – 9:20
3. Photo gallery (1991-2007)
4. Discography (1991-2007)

Australian version
1. María (Pablo Flores Spanglish Radio Edit) – 4:30
2. Te extraño, te olvido, te amo – 4:41
3. La copa de la vida (Spanglish Radio Edit) – 4:37
4. La bomba (Remix - Single Edit) – 4:22
5. Livin' la vida loca (Pablo Flores Spanglish Radio Edit) – 4:07
6. She's All I Ever Had – 4:55
7. Private Emotion (feat. Meja) – 4:01
8. Shake Your Bon-Bon – 3:12
9. She Bangs (English Version) – 4:40
10. Nobody Wants to Be Lonely (feat. Christina Aguilera) – 4:11
11. Loaded – 3:52
12. Jaleo (Pablo Flores Remix - Radio Edit) – 3:42
13. Juramento – 3:32
14. I Don't Care (Ralphi & Craig's Club Radio Edit) – 3:36
15. It's Alright – 3:31
16. Pégate (MTV Unplugged Version) – 4:05
17. Non siamo soli (con Eros Ramazzotti) – 3:45

## Classifiche
| Paese               | Posizione raggiunta |
| ------------------- | ------------------- |
| Grecia              | 19                  |
| Messico             | 10                  |
| Spagna              | 16                  |
| US Latin Pop Albums | 5                   |